# Maison sur la Hoelle
La maison sur la Hoelle (de son vrai nom germanique Maison Auf Der Hölle, qui veut dire en français Maison au-dessus de l'enfer) est un monument historique situé à Soultz-Haut-Rhin, dans le département français du Haut-Rhin. Son nom vient du passage couvert très sombre situé au rez-de-chaussée et longeant le rempart.

## Localisation
Ce bâtiment est situé au 7, rue des Bouchers à Soultz-Haut-Rhin.

## Historique
L'édifice fait l'objet d'une inscription au titre des monuments historiques depuis 1988.

## Architecture

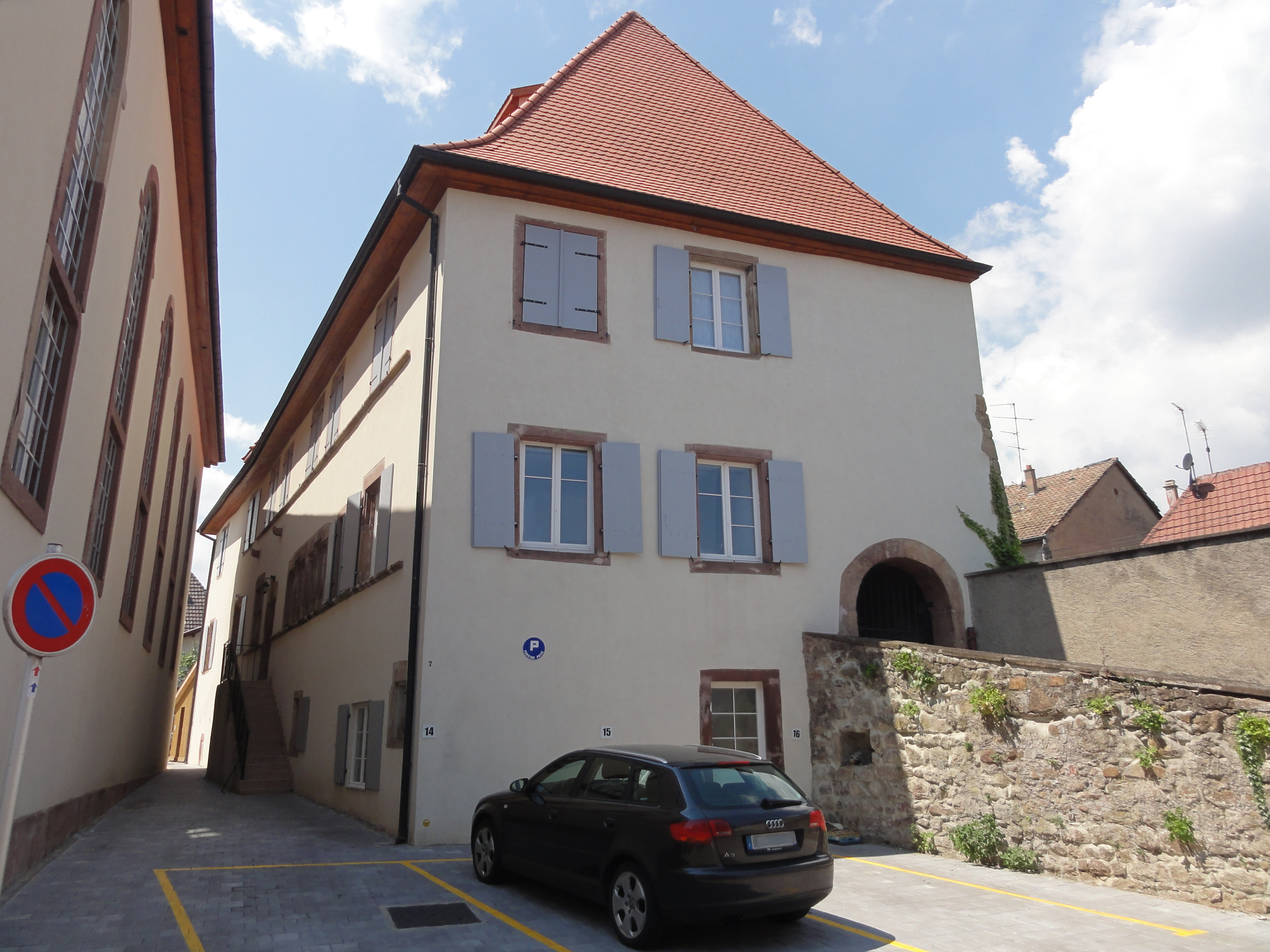
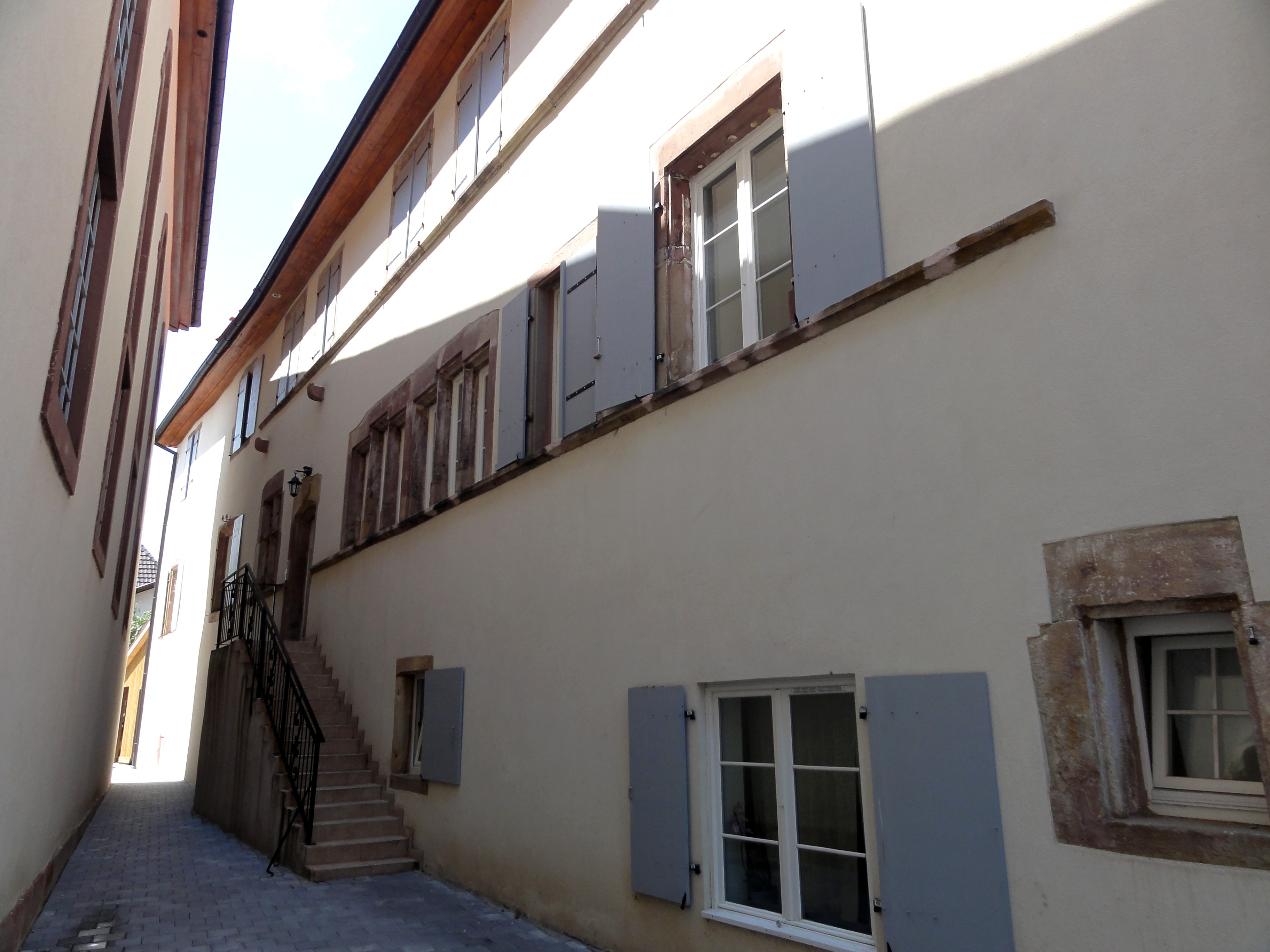
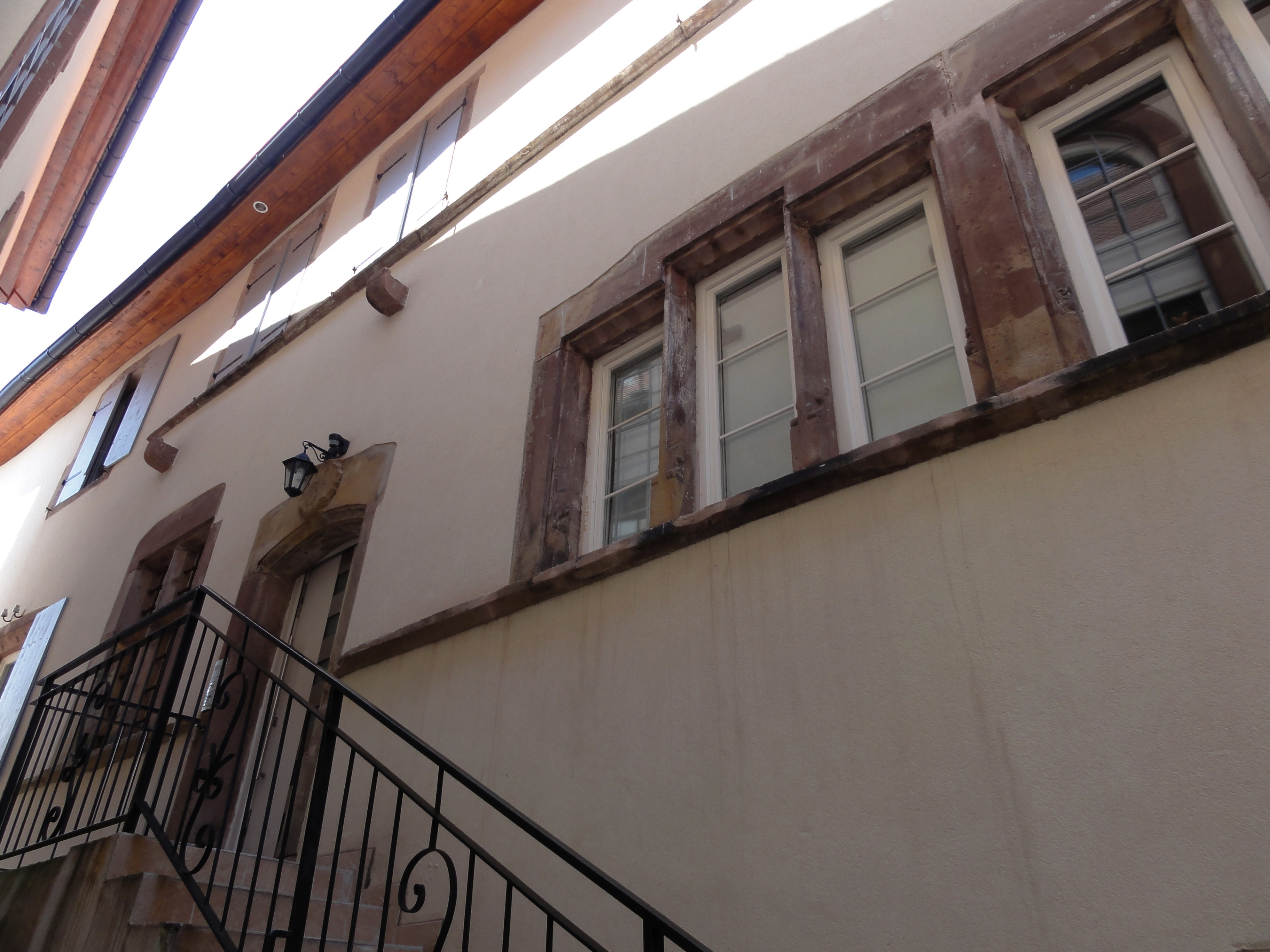
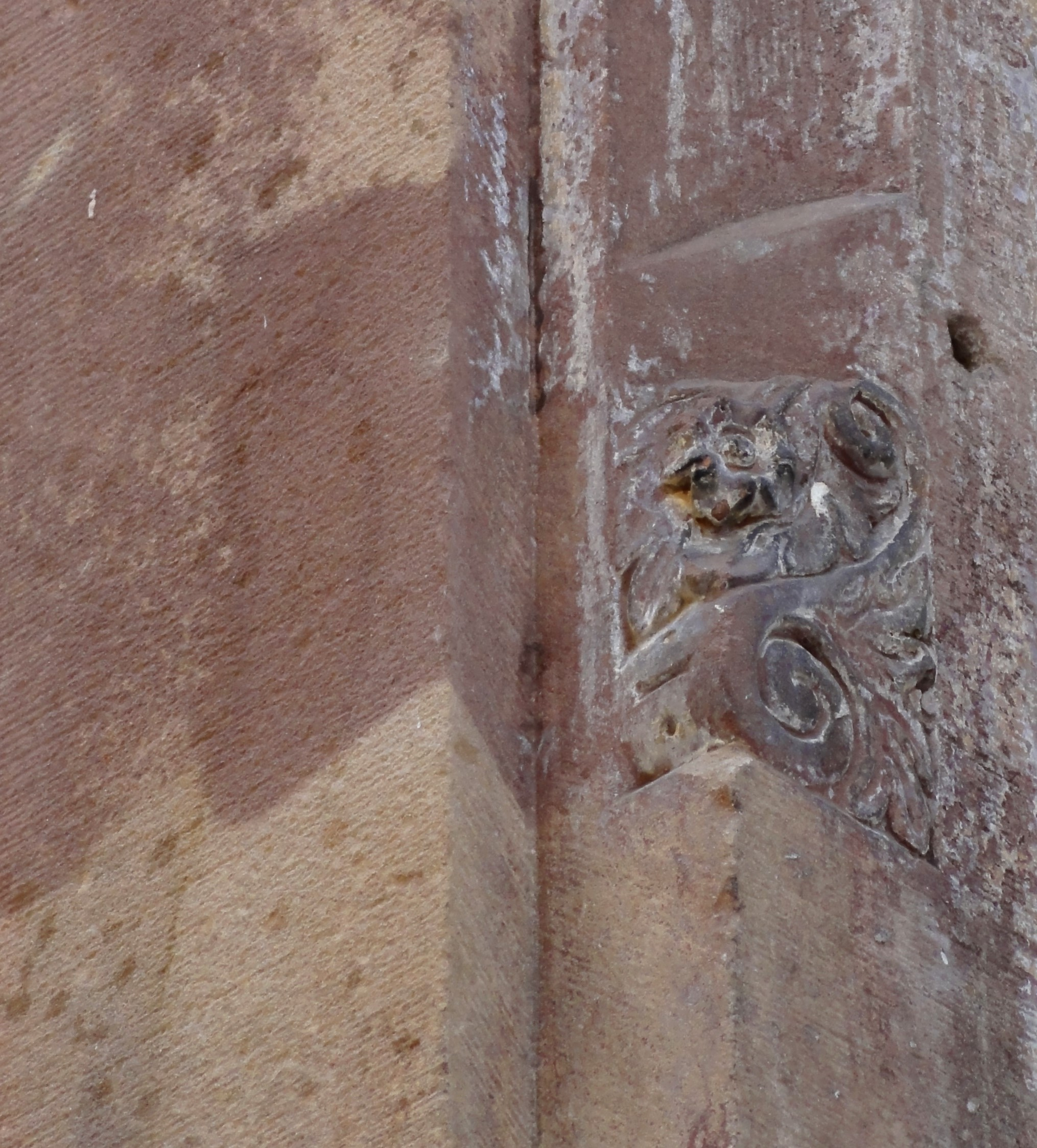